# 충현서원 소장 주자영정
충현서원 소장 주자영정(忠賢書院 所藏 朱子影幀)은 대한민국 충청남도 공주시 충현서원(忠賢書院)에 소장되어 있는 영정이다. 2011년 7월 20일 충청남도의 유형문화재 제218호로 지정되었다.

## 규격 및 재질
- <晦菴先生朱文公遺像(반신상), 1845년, 족자, 비단에 채색, 112.5×56.5cm
- <晦菴先生朱文公遺像(반신상)>, 1709년, 족자, 비단에 채색, 112.7×58.9cm
- <晦菴先生遺像(좌상)>, 족자, 비단에 채색, 97.0×46.2cm
- <朱子 立像>, 액자, 비단에 채색, 91.5×50.5cm
- <文公晦菴朱夫子眞像(좌상)>, 액자, 비단에 채색, 84.5×47.2cm
- <朱子 立像>, 1926년, 액자, 면에 채색, 105.9×54.1cm
- <朱子 立像>, 액자, 비단에 채색, 78.5×49.5cm
- <朱子 立像>, 액자, 비단에 채색, 78.4×46.9cm
- <朱子 立像>, 1926년, 액자, 면에 채색, 106.8×55.0cm

## 개요
공주 충현서원(忠賢書院)에 소장되어 있는 주자영정(朱子影幀)은 총 9점으로 오랜 기간에 걸쳐 여러 화가에 의해 제작되었다. 『충현서원지』에 실려 있는 서원의 중수기(重修記)와 사적비명(事蹟碑銘), 그리고 영정의 개모실록(改摹實錄) 등을 통해 영정의 제작 내력이 부분적으로 확인된다. 최초의 주자 영정은 1581년(선조 14) 고청(孤靑) 서기(徐起, 1523-1591)가 직접 중국의 남경(南京)에서 가져와 봉안했으나 임진
왜란을 겪으면서 유실되었다고 한다. 충현서원은 임란 후 1610년(광해군2)에 중건하였고 1624년(인조 2)에 조성으로부터 사액을 받았다.
한동안 영정이 없이 사판(祠版)을 받들던 충현서원에서는 1712년(숙종 38) 서원의 유학 임우기(林遇箕) 등이 조선 중기의 문신(文臣) 묵수당(黙守堂) 최유해(崔有海, 1587-1641)가 중국에서 구해온 주자 영정이 경기도 연천의 임장서원(臨漳書院)에 있다는 소식을 듣고 찾아가 그 영정을 모사해다가 사당에 봉안하였다. 1790년(정조 14) 대대적으로 서원을 중수하는 과정에서도 기존의 낡은 영정이 다시 그려졌는데, 당시
충청감사 정존중(鄭存中, 1721-1798)은 비용과 함께 영문(營門)의 좌막(佐幕)으로 근무하고 있던 윤명택(尹命澤)을 보내 영정을 개모(改摹)하도록 하였다. 현존하는 주자영정의 수량으로 미루어 이후 19세기에도 몇차례 더 영정의 이모 작업이 이루어졌다.
1871년(고종 8) 흥선대원군이 내린 서원철폐령에 의해 충현서원이 훼철됨에 따라 주자 영정은 공주향교 존경각에 이전 봉안하였다. 1917년에야 복설된 충현서원은 1925년 지역 유림들에 의해 원래의 자리에 재건되었다. 공주향교로 옮겨 보관했던 7점의 주자 영정이 2006년 충현서원으로 이안(移安)됨으로써 현재 9점이 유전하고 있다.
충현서원의 주자 영정은 우선 많은 수량이 한 곳에 전해 내려온다는 점에서 의의가 있며 또한 역사적으로 충현서원의 성쇠(盛衰)와 무관하지 않은 유물이며 18세기부터 20세기까지 장기간 동안 제작된 주자영정의 실태를 한눈에 보여준다는 점에서 이례적이다. 그 결과 형식과 규모, 화풍이 다양한 양상을 보이는데, 장황은 대부분 개장되었고 보존상태도 유물에 따라 편차가 있다. 이들 9점의 주자 영정은 도상의 특징
에 따라 크게 네 가지 유형으로 구분된다.
첫 번째 유형은 ①번과 ②번 영정으로(유물 제목을 생략하고 유물목록의 번호로 지칭.) 그 중 가장 시기가 올라가는 작품이 ②번 <회암선생주문공유상(晦菴先生朱文公遺像)>으로 판단되며, 근래 개장된 족자 형식으로서 전반적으로 화면의 박락과 훼손이 심하다. 화면의 상부에 “회암선생주문공유상(晦菴先生朱文公遺像)”이라는 표제가 있고 여백에도 묵서가 있지만 일부 글자는 훼손되어 알아보기 어렵다. 좌우 공간에 주자가 자신의 초상화를 보고 지었다는 화상찬(畵像讚), 즉 “先生自銘端爾躬 肅爾容 檢於外 一其中 力於始 遂其終 操有要 保無窮”가 예서체로 쓰여 있다. 이어서 “崇禎甲申後己丑後學金鎭圭謹書”라 쓴 관서가 확인되어 서화를 잘하였던 조선 후기의 문신 죽천(竹泉) 김진규(金鎭圭, 1658-1716)가 1709년(숙종 35)에 쓴 글씨로 생각되지만 화가에 대한 정보는 없다. 반신상으로 그려진 주자의 초상은 얼굴 부분에 비해 진한 먹으로 처리한 복건과 심의 부분의 손상이 심하지만 대략적인 화법의 파악은 가능하다. 얼굴의 윤곽과 이목구비, 그리고 복식이 전적으로 일정한 굵기의 선묘로 표현되었다. 일정한 농도로 갈색을 펴 바른 안면이나 옷주름 등에 음영 표현은 전혀 시도되지 않았으며 18세기 초의 초상화풍을 지니고 있긴 하지만, 화면에서 확인되는 제작연대가 임란 후 1712년까지 서원에 주자영정이 없었다는 기록에 부합하지 않는다.
이와 달리 ②번을 베껴 그린 듯한 ①번 영정의 경우 얼굴 부분의 훼손이 심각한 데 비해 복건과 몸체의 보존상태는 양호하다. 표제와 화면의 좌우 여백에 쓴 묵서는 서체만 다를 뿐 ②번과 같은 내용이다. 다만 말미의 “崇禎甲申後己丑始成三乙巳”라는 관서가 다른데, 기축년(己丑年, 1709년)에 처음 조성하였고 1845년(헌종 11, 乙巳年)에 다시 그렸다는 뜻으로 해석된다. ②번과 마찬가지로 선묘 위주로 형상을 잡긴 했지만
복건과 심의의 전, 허리띠 등에 능숙한 솜씨로 음영이 표현되어 있어 19세기 전반의 초상화이다.
두 번째 유형에 해당하는 ⑤번과 ③번, 2점은 좌상이라는 점은 같지만 주자의 용모나 화법에 차이가 있어서 서로 다른 시기에 다른 화가에 의해 그려졌다. 이미 충청남도 기념물 제46호로 지정되어 있는 ⑤번 영정은 화면구성을 비롯해 얼굴의 인상과 화법이 ①, ②번 영정과 상통하지만 전신을 드러낸 좌상이고 심의 안에 입은 내의(內衣)가 많이 드러나 있는 점은 다르다. 또 안면에 전혀 채색을 쓰지 않아 마치 흑백의
목판화를 보는 듯하다. 역시 가부좌 자세로 그려진 ③번 영정은 표제를 화면의 우측 상부 여백에 작은 글씨로 써넣었고 상부에 원나라 성리학자인 오징(吳澄, 1249-1333)이 주자의 기상에 대해 읊은 시문, 곧 “義理精微 蚕絲牛毛 心胸恢廓 海濶天高 豪傑之才 聖贒之學 景星卿雲 泰山喬嶽”을 묵서하였다.
세 번째 유형인 ④번과 ⑦번, ⑧번 영정은 모두 전신입상으로서 도상이 일치할 뿐 아니라 규격도 비슷하다. 특히 ⑦번과 ⑧번은 심의의 의습에 묵선과 채색 선을 잇대어 표현한 점이 같지만, ⑧번 영정에 더 정돈된 필묵법이 쓰였고 얼굴의 음영 표현도 분명할 뿐 아니라 보존상태가 좋다. 이에 비해 ④번 유물에는 비수가 있는 거친 필선이 구사되었고 안면에 음영 표현이 거의 드러나지 않는다. 이처럼 3점의 영정에서는 다
소간의 공통점과 차이점이 확인되지만 모두 19세기 이후에 제작된 초상화로 짐작된다.
마지막으로 네 번째 유형은 ⑥번과 ⑨번으로서 전언(傳言)에 의하면 1926년 안병문이 그렸다고 한다. 비록 규격과 재료, 화법에 차이가 있지만 ④, ⑦, ⑧번의 도상을 차용한 전신 입상이며 20세기 들어 형성된 새로운 초상화법이 적용되었다.
공주 충현서원의 주자 영정 9점을 둘러싼 역사적, 회화사적 의미는 매우 복합적이다. 무엇보다 단일 장소에 유존하는 단일 성격의 유물이 오랜기간 반복적으로 재생산된 결과를 한눈에 살펴볼 수 있게 해주는 드문 예로 이들 주자 영정은 전통시대 서원을 거점으로 형성된 유림문화(儒林文化)의 일면을 확인시켜 주고 있어 시대성 및 회화사적 가치가 높다.

## 같이 보기
- 충현서원

## 참고 자료
- 충현서원소장 주자영정 - 국가유산청 국가유산포털